# Дивјак (презиме)
Дивјак је српскохрватско презиме. Значајни људи са презименом су:
- Јован Дивјак (1937–2021), генерал Армије Републике Босне и Херцеговине